# Кардоса-и-Арагон, Луис
Луис Кардоса-и-Арагон (исп. Luis Cardoza y Aragón, 21 июня 1901, Антигуа-Гуатемала — 4 сентября 1992, Мехико) — гватемальский писатель, эссеист, художественный критик, дипломат. Преобладающую часть жизни прожил за рубежом.

## Биография
Закончил Центральноамериканский колледж, а затем Национальный институт в Гватемале. В 1920-х годах приехал в Париж, познакомился с Андре Бретоном, испытал влияние сюрреализма. Подружился с М. А. Астуриасом, тогда же учившимся в Париже. Служил генеральным консулом Гватемалы в Нью-Йорке, оставил службу после установления в Гватемале диктатуры Хорхе Убико. Переехал в Мехико, вступил в Лигу революционных писателей и художников (LEAR). Сотрудничал с Хавьером Вильяуррутией, пригласил в Мексику Антонена Арто. В 1944, после свержения диктатуры Убико и победы Гватемальской революции, был избран депутатом Учредительного собрания (Конституционной ассамблеи) Гватемалы. В 1945 основал и возглавил журнал искусства и культуры Revista de Guatemala. Служил послом в Швеции, Норвегии, СССР, Колумбии, Чили, Франции. С началом гражданской войны в Гватемале вернулся в Мехико, сотрудничал с литературной группой Современники. Работал в газете El Nacional, дружил с Сикейросом и Риверой.

## Произведения
- Луна-парк/ Luna Park (1923)
- Мальштрём/ Maelstrom (1929)
- Вавилонская башня/ La torre de Babel (1930)
- Catálogo de pinturas (1934)
- El sonámbulo (1937)
- Mexican Art Today (1943)
- Аполлон и Коатликуэ, мексиканские эссе о цветах и колючках/ Apolo y Coatlicue, ensayos mexicanos de espina y flor (1944)
- Маленькая симфония Нового Света/ Pequeña sinfonía del Nuevo Mundo (1949)
- Современная мексиканская живопись/ Pintura mexicana contemporánea (1953)
- Гватемала, линии её руки/ Guatemala, Las líneas de su mano (1955)
- Ороско/ Orozco (1959)
- Пятое время года/ Quinta estación, собрание стихотворений (1974)
- El río: novelas de caballería, собрание стихотворений (1986)
- Мигель Анхель Астуриас, почти роман/ Miguel Ángel Asturias, casi novela (1991)

## Признание
Получил высшую государственную награду Мексики — Орден Ацтекского орла (1979). Премия Масатлан по литературе (1992). Почетный доктор университета Сан-Карлоса в Гватемале (1992).
Имя писателя носят Национальная библиотека Гватемалы, галерея в культурном центре Bella Epoca в Мехико, центр народной культуры в Кесальтенанго. В Мексике учреждена литературная премия имени Луиса Кардосы-и-Арагона.

## Фразы
Поэзия — это единственное конкретное доказательство существования человека.

## Публикации на русском языке
- Гватемала, линии её руки/ Пер. с исп. Б. Дубина// Латинская Америка: Лит. альманах. Вып.1. М.: Худ. лит-ра, 1983.